# Nitrato de cobalto(II)
Nitrato de cobalto (II) ou nitrato cobaltoso é um composto químico de fórmula molecular Co(NO3)2, que é sua representação em forma anidra, pura. Costuma ser encontrado em forma hexaidratada, e, assim, representa-se por Co(NO3)2.6H2O.

## Características
É um sal inorgânico, sólido inodoro de coloração vermelha. Não é inflamável, mas, se exposto ao fogo, produz óxidos tóxicos de nitrogênio, e, se em contato com certos materiais, como madeira, papel e combustíveis, pode causar fogo.

## Usos
É usado como catalisador em petroquímica, como matéria prima para produzir vitamina B12, tinta invisível, aditivo em solo e aditivos alimentares.